# Stigmatopteris michaelis
Stigmatopteris michaelis är en träjonväxtart som först beskrevs av Bak., och fick sitt nu gällande namn av Carl Frederik Albert Christensen. Stigmatopteris michaelis ingår i släktet Stigmatopteris och familjen Dryopteridaceae. Inga underarter finns listade.